# Marion Wagner (atléta)
Marion Wagner (Mainz, 1978. február 1. –) világbajnok német atlétanő.
A 2001-es edmontoni világbajnokságon Melanie Paschke, Gaby Rockmeier és Birgit Rockmeier társaként tagja volt a négyszer száz méteren aranyérmes német váltónak. Hazája váltójában további egy világbajnoki, valamint egy Európa-bajnoki érmet jegyez, előbbit 2009-ben Berlinben, míg utóbbit 2002-ben Münchenben érte el.

## Egyéni legjobbjai
- 60 méter – 7,22
- 100 méter – 11,31
- 200 méter – 23,39